# Tskhouk-Karckar
Tskhouk-Karckar es el nombre con el que se conoce a un grupo de conos piroclásticos que se encuentran en la zona central de la cordillera volcánica Siunik,  en la frontera entre 2 países del caucaso, Armenia y Azerbaiyán a 60 km SE del lago Sevan en las coordenadas geográficas 39°44′00″N 46°01′00″E / 39.73333, 46.01667. Su última erupción se produjo aproximadamente en el 3000 antes de cristo.